# USS Gato (SSN-615)

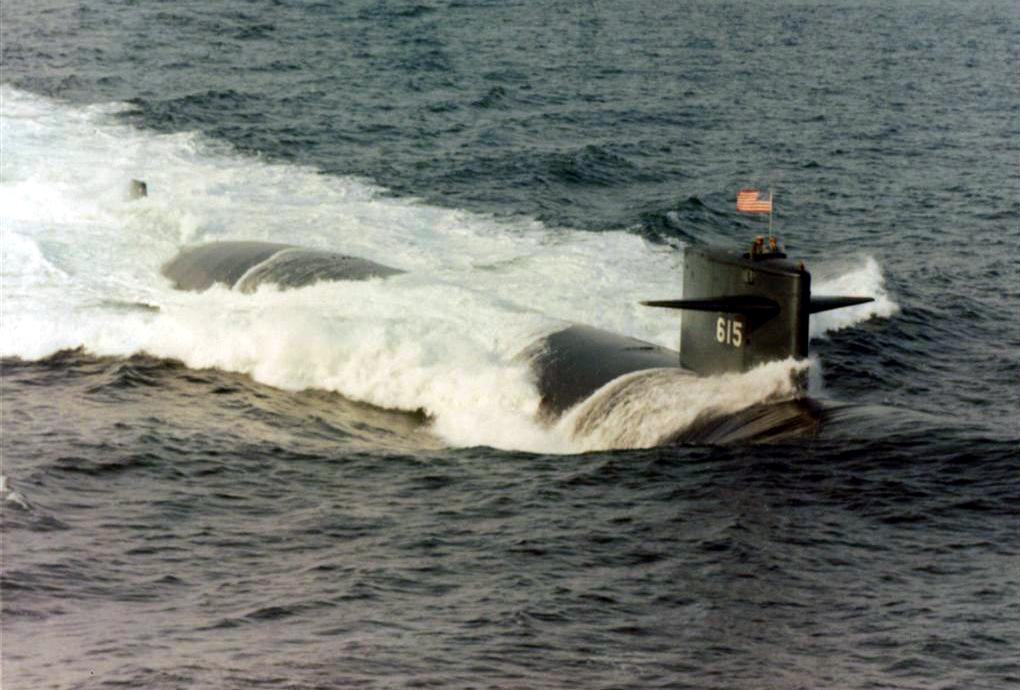
USS Gato (SSN-615).

Pour les autres navires du même nom, voir USS Gato.
L'USS Gato (SSN-615) est un sous-marin nucléaire américain de la classe Thresher/Permit, surnommé le « Goal Keeper » (gardien de but) ou le « Black Cat » (chat noir). Il est le second bâtiment de l'United States Navy nommé « gato », une espèce de petite roussette vivant sur la côte occidentale du Mexique.
L'appel d'offres pour la construction du sous-marin est remporté par la filiale Electric Boat de General Dynamics Corporation le 9 juillet 1960 et sa quille est posée le 15 décembre 1961 à Groton (Connecticut). Le bâtiment est lancé le 14 mai 1964, sa marraine est Lawson P. Ramage, et il est mis en service le 25 janvier 1968.
Le 15 novembre 1969, l'USS Gato entre en collision avec le sous-marin soviétique K-19 dans la mer de Barents à une profondeur de 200 pieds (61 m).
L'USS Gato est le premier sous-marin nucléaire à effectuer une circumnavigation de l'Amérique du Sud et le premier sous-marin nucléaire à franchir le détroit de Magellan en 1976 pendant sa mission Unitas, sous le commandement du capitaine Partlow. C'est lors de ce voyage qu'il devient le premier sous-marin nucléaire à emprunter le canal de Panama.
Le Gato est retiré du service le 25 avril 1996 avant d'être recyclé.

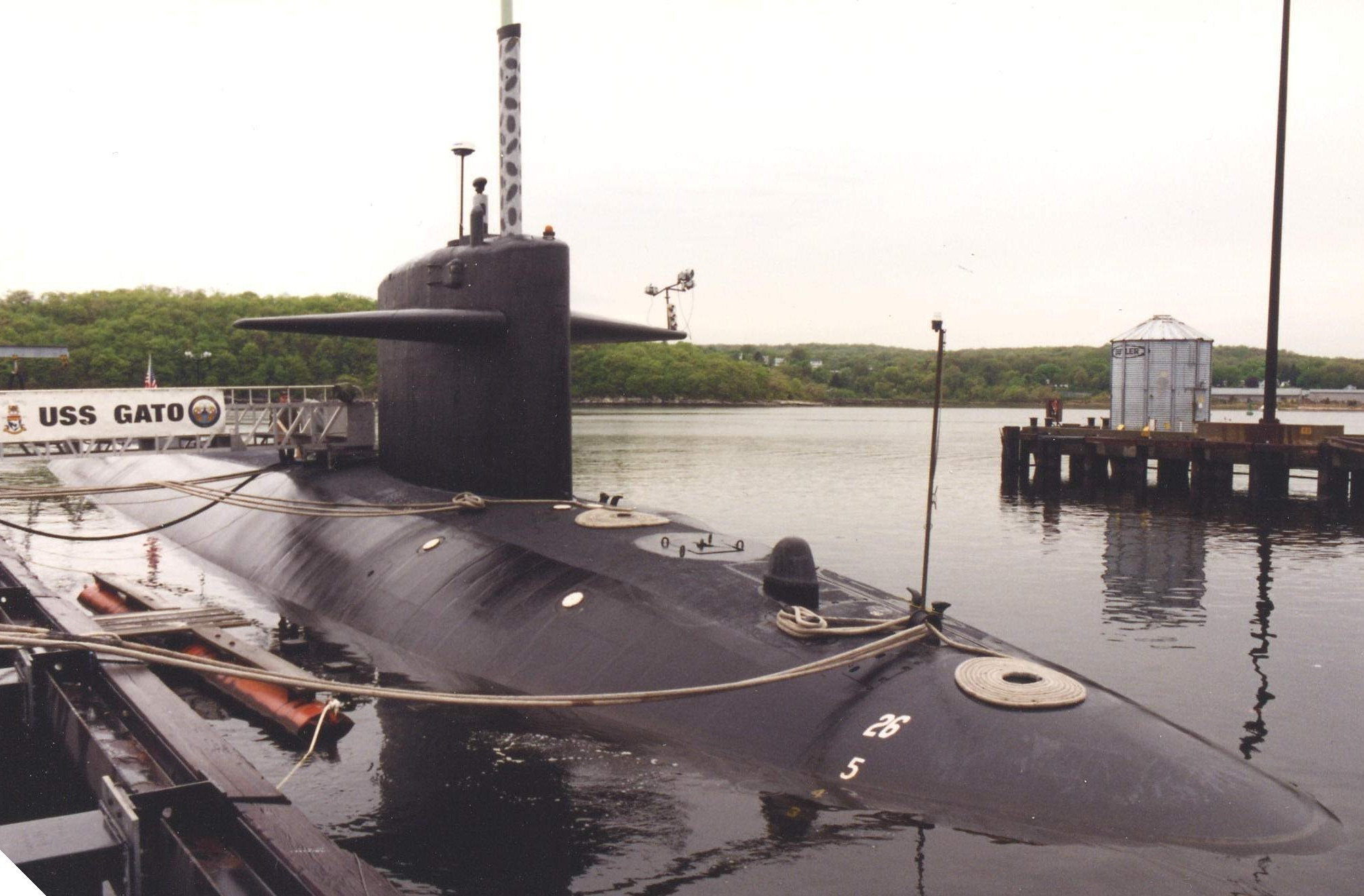
USS Gato (SSN-615).